# Trenčianske Teplice
Trenčianske Teplice es un municipio del distrito de Trenčín en la región de Trenčín, Eslovaquia, con una población estimada a final del año 2024 de 3909 habitantes.
Se encuentra ubicado en el centro-norte de la región, cerca del río Váh (cuenca hidrográfica del Danubio) y de la frontera con la República Checa.

## Demografía
| Año        | 1994 | 2004    | 2014    | 2024    |
| ---------- | ---- | ------- | ------- | ------- |
| Población  | 4569 | 4297    | 4130    | 3909    |
| Diferencia |      | −5,95 % | −3,88 % | −5,35 % |

| Año        | 2023 | 2024    |
| ---------- | ---- | ------- |
| Población  | 3908 | 3909    |
| Diferencia |      | +0,02 % |